# あほうどりのちかくで
『あほうどりのちかくで ～かあちゃんの尖閣列島遭難記～』（あほうどりのちかくで かあちゃんのせんかくれっとうそうなんき）は、みやら雪朗（みやら　ゆきろう）による書籍。
1983年に初版。1995年に近代文芸社より再刊。
尖閣諸島戦時遭難事件を体験したかあちゃんによる語りの体裁で、無人島での50日間の生活を綴る。
疎開船の名称は「第一神州丸」「第二神州丸」としている。

## 登場人物

### 宮良家
宮良 ヨシ
かあちゃん。本作を語る語り部である主人公。38歳。石垣島のそば屋『一味屋』の女将。
7人の子供達と共に台湾へ疎開する船の上で空襲に遭い、50日に及ぶ無人島生活を送る。
宮良 廉太
とうちゃん。石垣島のそば屋『一味屋』の店主。ヨシと子供達に台湾への疎開を勧める。
長女　和子
登野城国民学校6年生。真面目で勉強が好き。
次女　信子
登野城国民学校5年生。明るく積極的な性格。
三女　孝子
登野城国民学校3年生。
長男　雪朗
7歳当時の著者。
四女　美津枝
5歳。
五女　洋子
数えで3歳。
次男　邦雄
1歳。

### 無人島生活を共に送る人々
ふみ
かつて一味屋で働いていた女性。
真謝
ふみの夫。
公子
ふみの娘。
山田軍曹
軍人。
伊波
かつて魚釣島の鰹節工場で働いていた男性。
山本
船大工。